# Лаферте-Сентер, Франсуа де
Франсуа де Лаферте-Сентер (Сен-Нектер) (фр. François de La Ferté-Senneterre (Saint-Nectaire); ум. 9 июня 1587), сеньор и граф де Сен-Нектер и де Лаферте-Набер, называемый Лаферте-Сен-Нектер, или Сентер, — французский генерал.

## Биография
Сын Нектера, сеньора де Сен-Нектера, королевского конюшего, бальи Оверни и Ла-Марша, и Маргерит д'Этамп.
Бальи Овернских гор, капитан пятидесяти тяжеловооруженных всадников, государственный советник.
Начал службу при осаде Перпиньяна (1542), воевал в Шампани и участвовал в оказании помощи осажденной Булони (1544), в 1548 году отправился в Шотландию в составе экспедиции д'Эссе и отличился в бою с англичанами, по возвращении служил в Пикардии. В 1551 году сопровождал своего родственника маршала Сент-Андре в Англии, в следующем году служил в Пьемонте, в 1552-м участвовал в обороне Меца, в 1553-м командовал кавалерийским отрядом в бою в долине Оти, где был взят в плен герцог ван Арсхот. Сам Франсуа попал в плен в том же году в день Святого Мартина (11 ноября), и был вынужден заплатить большой выкуп.
Под командованием герцога Неверского и маршала Сент-Андре в 1555 году участвовал в снабжении Мариенбурга, в 1556 году был назначен генеральным наместником Меца и его области, где оставался до начала правления Карла IX (1562).
В 1562 году служил в качестве кампмаршала (первое жалование в этой должности получил 1 апреля) в армии маршала Сент-Андре при взятии Пуатье 1 августа, осаде Буржа, сдавшегося 31 августа, осаде Руана и сражался в битве при Дрё, а в 1563 году участвовал в осаде Гавра. С ротой жандармов в войсках герцога Анжуйского участвовал в бою при Жаснёе, взятии Мирабо и осаде Лудёна (1568), взятии Шатонёфа, битве при Жарнаке, бою при Ла-Рош-Абее, снабжении Пуатье и битве при Монконтуре, после чего оставил службу. Рыцарь орденов короля (31.12.1583).

## Семья
Жена: Жанна де Лаваль, младшая дочь Жиля де Лаваля, сеньора де Майе и де Луэ, и Луизы де Сен-Мор
Дети:
- Анри I де Лаферте-Сентер (1573—4.01.1662), маркиз де Лаферте-Набер
- Диана. Муж (1591): Кристоф де Полиньяк, сеньор де Шалансон
- Луиза, монахиня в Пуасси
- Мари. Муж (контракт 26.10.1591): Франсуа де Бельвезер, барон де Жоншер, рыцарь ордена короля
- Ипполита. Муж (контракт 19.01.1597): Антуан Бло (ум. после 1612), сеньор де Лаваль, один из 45 дворян Генриха III и хранитель птиц кабинета короля
- Мадлен (ум. 1646), почетная дама графини де Суассон, замужем не была